# Johnnie Carson

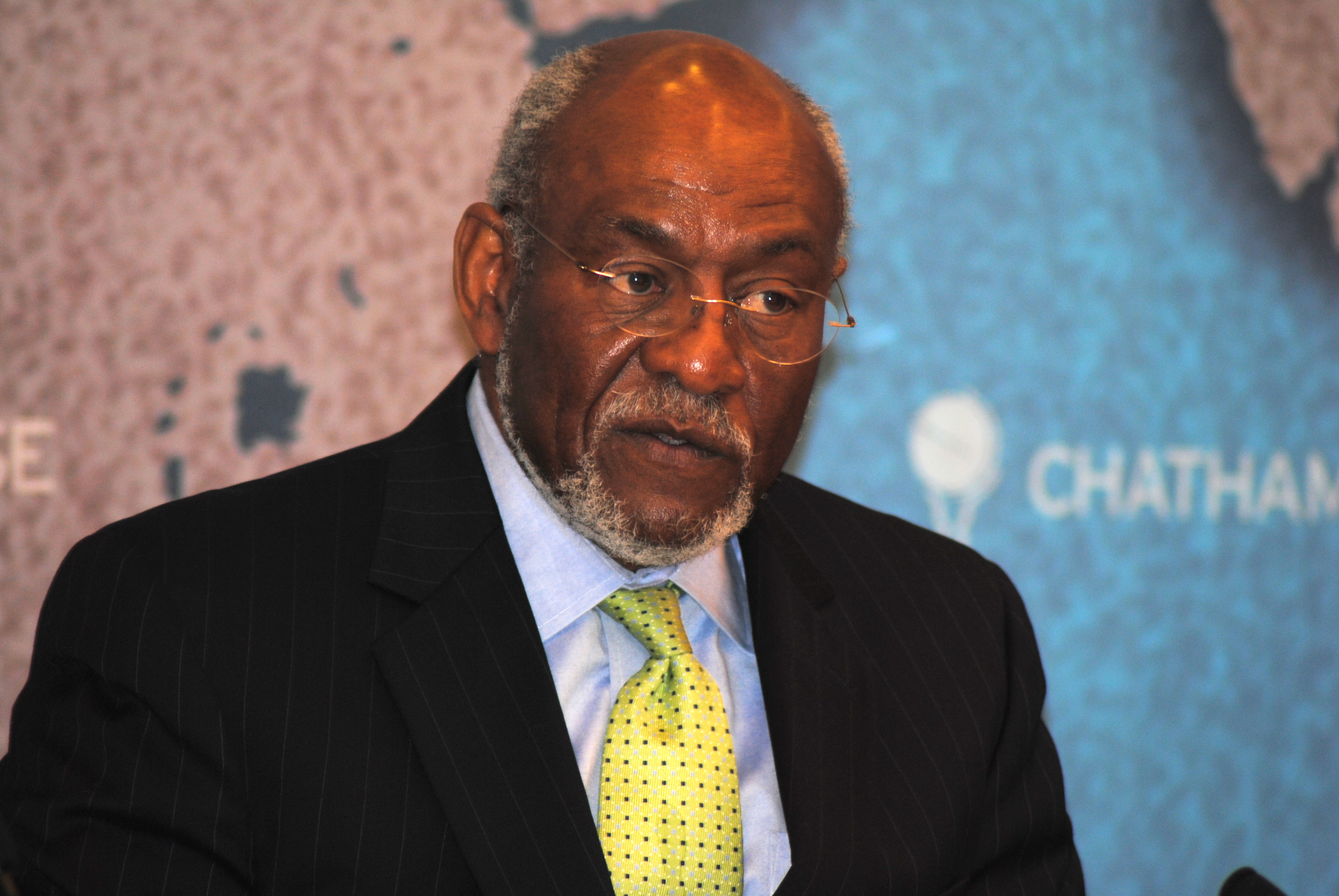
Johnnie Carson (2011)

Johnnie Carson (* 7. April 1943 in Chicago, Illinois) ist ein US-amerikanischer Diplomat.

## Leben
1965 erwarb Johnnie Carson den B.A. der Geschichte und Politikwissenschaft an der Drake University. Bis 1975 studierte er Internationale Beziehungen an der School of Oriental and African Studies der University of London und schloss mit dem Master of Arts ab. Von 1965 bis 1968 war er beim Friedenscorps in Tansania tätig.
1968 trat Carson in den auswärtigen Dienst. Von 1969 bis 1971 war er in Nigeria akkreditiert. Von 1971 bis 1974 wurde er beim Nachrichtendienst im Verteidigungsministerium der Vereinigten Staaten beschäftigt. Von 1975 bis 1978 war er in Mosambik akkreditiert. Von 1978 bis 1979 fungierte Carson als Stabsbeamter bei einem Staatssekretär. Von 1979 bis 1982 war er Stabsdirektor des Afrika-Ausschusses des US-Repräsentantenhauses. Von 1982 bis 1986 war Carson in Portugal akkreditiert, von 1986 bis 1990 in Botswana. Von 1997 bis 1999 war Carson Principal Deputy Assistant Secretary in der Abteilung Afrika des US-Außenministeriums. Von 2003 bis 2006 war Carson Vizepräsident der National Defense University in Washington. Von September 2006 bis März 2009 saß Carson im National Intelligence Council. Im März 2009 ernannte Barack Obama Johnnie Carson zum Staatssekretär für afrikanische Angelegenheiten (Assistant Secretary of State for African Affairs); von diesem Amt trat er im März 2013 zurück.
Carson ist verheiratet, hat drei Kinder und wohnt in Reston.